# Parti national frison
Le Parti national frison (en néerlandais : Friese Nationale Partij, en frison : Fryske Nasjonale Partij ou F.N.P.) est un parti politique néerlandais, situé à gauche de l'échiquier politique, qui représente les intérêts de la minorité de la Frise et de langue frisonne.

## Principes
Le parti prône une plus grande autonomie de la Frise dans un cadre fédéral, un emploi accru de la langue frisonne et une gestion frisonne des réserves de gaz de la province.

## Historique
Créé en 1962, le parti est représenté à l'assemblée provinciale de Frise dès 1966, mais n'a jamais fait partie de l'exécutif provincial.
En 2003, il recueille 13,2 % des voix aux élections provinciales et obtient 7 sièges sur 55, ce qui lui permet d'obtenir, en coalition avec divers autres partis provinciaux, un siège de sénateur sur les 75 que compte la Première Chambre des États généraux des Pays-Bas, qui revient à Henk ten Hoeve.
Aux élections provinciales de 2007, le PNF, avec 28 225 voix, soit 10,68 %, perd deux sièges et se place comme le quatrième parti de la province, après l'Appel chrétien-démocrate, le Parti travailliste et le Parti populaire libéral et démocrate, qui forment la coalition provinciale jusqu'en 2011. Le groupe du PNF est composé de 3 hommes et 2 femmes. Le 29 mai 2007, lors des élections au suffrage indirect, la coalition inter-provinciale indépendante, dont fait partie le PNF, parvient à faire réélire le sénateur Henk ten Hoeve.
Le parti abandonne encore un siège aux élections provinciales de mars 2011 avec 9,2 %. Ce résultat a pour effet de faire perdre à Henk ten Hoeve son siège de sénateur de la coalition des indépendants. Le parti conserve ses quatre sièges aux États provinciaux de Frise lors des élections du 18 mars 2015 et de nouveau lors des élections provinciales du 20 mars 2019.

## Représentation
Le Parti national frison est représenté dans 16 des 24 communes de la province de Frise, avec un total de 59 élus.
Il est membre de l'Alliance libre européenne dont Sybren Posthumus est membre du bureau.

## Adresse
Fryske Nasjonale Partij (FNP), Obrechtstrjitte 32; 8916 EN Ljouwert – Fryslân (Pays-Bas)

## Sources
- (nl) Cet article est partiellement ou en totalité issu de l’article de Wikipédia en néerlandais intitulé « Fryske Nasjonale Partij » (voir la liste des auteurs).

1. ↑  (nl) Eerste Kamer der Staten-Generaal, Samenstelling nieuwe senaat bekend, 31 mei 2007